# Список довгожителів — нині живих очільників держав
Цей список перелічує 100 найстаріших поточних або колишніх голів держав, чий вік не викликає сумнівів (сюди також входять лідери де-факто усіх міжнародно визнаних незалежних держав. Сюди не мають потрапляти особи, щодо яких протягом останніх 10 років не було достовірних джерел, що засвідчують факт того, що особа жива.
Настаршим екс-очільником країни є Гільєрмо Родрігес Лара, колишній президент Еквадору, котрий має 101 рік.
Голів держав, що перебувають на посаді, виділено фіолетовим кольором. Найстаршим з-поміж них є Поль Бія (Камерун).

## Список
На посаді
| №   | Ім'я                           | Країна                   | Посада                                                                                                 | Дата народження   | Вік       | Станом на  |
| --- | ------------------------------ | ------------------------ | --- | ----------------- | --------- | ---------- |
| 1   | Гільєрмо Родрігес Лара         | Еквадор                  | Президент (1972—1976)                                                                                  | 4 листопада 1923  | 101 рік   | 2018-04-26 |
| 2   | Томіїті Мураяма                | Японія                   | Прем'єр-міністр (1994—1996)                                                                            | 3 березня 1924    | 101 рік   | 2024-03-03 |
| 3   | Мохамад Махатхір               | Малайзія                 | Прем'єр-міністр (1981—2003; 2018—2020)                                                                 | 10 липня 1925     | 100 років | 2020-03-03 |
| 4   | Мухаммед Хасан Шарк            | Афганістан               | Голова Ради міністрів (1988—1989)                                                                      | 17 липня 1925     | 100 років | 2016-08-30 |
| 5   | Абдулай Вад                    | Сенегал                  | Президент (2000—2012)                                                                                  | 29 травня 1926    | 99 років  | 2019-12-05 |
| 6   | Валдас Адамкус                 | Литва                    | Президент (1998—2003; 2004—2009)                                                                       | 3 листопада 1926  | 98 років  | 2019-12-13 |
| 7   | Раїф Діздаревич                | СФРЮ                     | Голова Президії (1988—1989)                                                                            | 9 грудня 1926     | 98 років  | 2024-12-09 |
| 8   | Кім Йон Нам                    | Північна Корея           | Голова Верховної Народної Ради КНДР (1998—2019)                                                        | 4 лютого 1928     | 97 років  | 2019-04-13 |
| 9   | Артур Фоулкс                   | Багамські Острови        | Генерал-губернатор (2010—2014)                                                                         | 11 травня 1928    | 97 років  | 2023-05-10 |
| 10  | Петер Борошш                   | Угорщина                 | Прем'єр-міністр (1993—1994)                                                                            | 27 серпня 1928    | 96 років  | 2019-10-22 |
| 11  | Чжу Жунцзі                     | КНР                      | Прем'єр Держради КНР (1998—2003)                                                                       | 23 жовтня 1928    | 96 років  | 2019-06-30 |
| 12  | Едуар Баладюр                  | Франція                  | Прем'єр-міністр (1993—1995)                                                                            | 2 травня 1929     | 96 років  | 2019-10-01 |
| 13  | Орвіль Тернквест               | Багамські Острови        | Генерал-губернатор (1995—2001)                                                                         | 19 липня 1929     | 96 років  | 2019-07-21 |
| 14  | Гомбожавин Очірбат             | Монголія                 | Генеральний секретар партії (1990)                                                                     | 15 листопада 1929 | 95 років  | 2019-11-26 |
| 15  | Альфред Мойсю                  | Албанія                  | Президент (2002—2007)                                                                                  | 1 грудня 1929     | 95 років  | 2023-12-01 |
| 16  | Лі Хьон Дже                    | Південна Корея           | Прем'єр-міністр (1988)                                                                                 | 20 грудня 1929    | 95 років  | 2024-04-27 |
| 16  | Мілан Панич                    | Сербія та Чорногорія     | Прем'єр-міністр (1992—1993)                                                                            | 20 грудня 1929    | 95 років  | 2017-09-15 |
| 18  | Ефраїм Голденберг              | Перу                     | Прем'єр-міністр (1994—1995)                                                                            | 28 грудня 1929    | 95 років  | 2018-03-02 |
| 19  | Ахмед Осман                    | Марокко                  | Прем'єр-міністр (1972—1979)                                                                            | 3 січня 1930      | 95 років  | 2019-09-27 |
| 20  | Вігдіс Фіннбогадоуттір         | Ісландія                 | Президент (1980—1996)                                                                                  | 15 квітня 1930    | 95 років  | 2023-11-08 |
| 21  | Жозе Сарні                     | Бразилія                 | Президент (1985—1990)                                                                                  | 24 квітня 1930    | 95 років  | 2020-01-06 |
| 22  | Кесанг Чоден                   | Бутан                    | Королева-регент (1972)                                                                                 | 21 травня 1930    | 95 років  | 2020-05-20 |
| 23  | Гонсало Санчес де Лосада       | Болівія                  | Президент (1993—1997; 2002—2003)                                                                       | 1 липня 1930      | 95 років  | 2019-11-19 |
| 24  | Дама Айві Дюмон                | Багамські Острови        | т.в.о. Генерал-губернатора (2001—2002) Генерал-губернатор (2002—2005)                                  | 2 жовтня 1930     | 94 роки   | 2019-07-18 |
| 25  | Чхве Йон Рім                   | Північна Корея           | Голова Президії КНДР (2010—2013)                                                                       | 20 листопада 1930 | 94 роки   | 2019-07-28 |
| 26  | Сезар Вірата                   | Філіппіни                | Прем'єр-міністр (1981—1986)                                                                            | 12 грудня 1930    | 94 роки   | 2019-08-04 |
| 27  | Сер Вільям Патрік Дін          | Австралія                | Генерал-губернатор (1996—2001)                                                                         | 4 січня 1931      | 94 роки   | 2019-02-09 |
| 28  | Сер Філіп Грівс                | Барбадос                 | т.в.о. Генерал-губернатора (2017—2018)                                                                 | 19 січня 1931     | 94 роки   | 2019-05-08 |
| 29  | Ізабель Перон                  | Аргентина                | Президент (1974—1976)                                                                                  | 4 лютого 1931     | 94 роки   | 2018-02-04 |
| 30  | Ламберто Діні                  | Італія                   | Прем'єр-міністр (1995—1996)                                                                            | 1 березня 1931    | 94 роки   | 2019-11-15 |
| 31  | Сер Елліот Белгрейв            | Барбадос                 | т.в.о. Генерал-губернатора (2011—2012) Генерал-губернатор (2012—2017)                                  | 16 березня 1931   | 94 роки   | 2018-03-16 |
| 32  | Георгіос Васіліу               | Кіпр                     | Президент (1988—1993)                                                                                  | 20 травня 1931    | 94 роки   | 2019-10-04 |
| 33  | Рауль Кастро                   | Куба                     | Голова Державної ради Куби (2006—2018) Перший секретар партії (2011—2021)                              | 3 червня 1931     | 94 роки   | 2023-06-03 |
| 34  | Фернандо Енріке Кардозо        | Бразилія                 | Президент (1995—2002)                                                                                  | 18 червня 1931    | 94 роки   | 2019-06-18 |
| 35  | Кхіеу Сампхан                  | Демократична Кампучія    | т.в.о. Прем'єр-міністра (1976) Голова Державної Ради Демократичної Кампучії (1976—1979)                | 27 липня 1931     | 94 роки   | 2018-11-17 |
| 36  | П'є Масумбуко                  | Королівство Бурунді      | т.в.о. Прем'єр-міністра (1965)                                                                         | 29 вересня 1931   | 93 роки   | 2019-05-18 |
| 37  | Джаміруддін Сіркар             | Бангладеш                | т.в.о. Президента (2002)                                                                               | 1 грудня 1931     | 93 роки   | 2018-12-28 |
| 38  | Сер Едмунд Лоренс              | Сент-Кіттс і Невіс       | Генерал-губернатор (2013—2015)                                                                         | 14 лютого 1932    | 93 роки   | 2016-11-24 |
| 39  | Тан Фей                        | Тайвань                  | Голова Виконавчого Юаня Республіки Китай (2000)                                                        | 15 березня 1932   | 93 роки   | 2020-05-14 |
| 40  | Чаваліт Йонгчают               | Таїланд                  | Прем'єр-міністр (1996—1997)                                                                            | 15 травня 1932    | 93 роки   | 2020-11-03 |
| 41  | Дама Маргеріт Піндлінг         | Багамські Острови        | Генерал-губернатор (2014—2019)                                                                         | 26 червня 1932    | 93 роки   | 2019-06-20 |
| 42  | Анан Паньярачун                | Таїланд                  | Прем'єр-міністр (1991—1992; 1992)                                                                      | 9 серпня 1932     | 93 роки   | 2020-11-03 |
| 43  | Сірікіт                        | Таїланд                  | Королева-регент (1956)                                                                                 | 12 серпня 1932    | 92 роки   | 2020-08-12 |
| 44  | Гавриїл Дежу                   | Румунія                  | т.в.о. Прем'єр-міністра (1998)                                                                         | 11 вересня 1932   | 92 роки   | 2020-12-11 |
| 45  | Вітаутас Ландсберґіс           | Литва                    | Голова Сейму Литовської Республіки (1991—1992)                                                         | 18 жовтня 1932    | 92 роки   | 2020-07-23 |
| 46  | Уго Міфсуд Боннічі             | Мальта                   | Президент (1994—1999)                                                                                  | 8 листопада 1932  | 92 роки   | 2019-12-14 |
| 47  | Сер Колвілл Янг                | Беліз                    | Генерал-губернатор (1993—2021)                                                                         | 20 листопада 1932 | 92 роки   | 2019-07-02 |
| 47  | Кім Сок Су                     | Південна Корея           | Прем'єр-міністр (2002—2003)                                                                            | 20 листопада 1932 | 92 роки   | 2021-11-17 |
| 49  | Тан Шве                        | М'янма                   | Голова Державної ради з відновлення законності та правопорядку (1992—2011) Прем'єр-міністр (1992—2003) | 2 лютого 1933     | 92 роки   | 2023-04-21 |
| 50  | Поль Бія                       | Камерун                  | Прем'єр-міністр (1975—1982) Президент (1982–досі)                                                      | 13 лютого 1933    | 92 роки   | 2023-02-13 |
| 51  | Марк Ейскенс                   | Бельгія                  | Прем'єр-міністр (1981)                                                                                 | 29 квітня 1933    | 92 роки   | 2019-10-12 |
| 52  | Хараданахаллі Додде Деве Ґовда | Індія                    | Прем'єр-міністр (1996—1997)                                                                            | 18 травня 1933    | 92 роки   | 2023-05-18 |
| 53  | Хюсаметтін Джиндорук           | Туреччина                | т.в.о. Президента (1993)                                                                               | 8 червня 1933     | 92 роки   | 2023-01-16 |
| 54  | Думаагійн Содном               | Монголія                 | Голова Ради міністрів (1984—1990)                                                                      | 14 липня 1933     | 92 роки   | 2021-01-04 |
| 55  | Рубен Даріо Паредес            | Панама                   | Верховний головнокомандувач Національної гвардії (1982—1983)                                           | 11 серпня 1933    | 91 рік    | 2017-05-30 |
| 56  | Арнольд Коллер                 | Швейцарія                | Член Федеральної ради (1986—1999) Президент (1990; 1997)                                               | 29 серпня 1933    | 91 рік    | 2018-10-03 |
| 57  | Матьяш Сюреш                   | Угорщина                 | т.в.о. Президента (1989—1990)                                                                          | 11 вересня 1933   | 91 рік    | 2019-07-26 |
| 58  | Мішель Аун                     | Ліван                    | Прем'єр-міністр (1988—1990) Президент (2016—2022)                                                      | 30 вересня 1933   | 91 рік    | 2021-12-25 |
| 59  | Абель Пачеко                   | Коста-Рика               | Президент (2002—2006)                                                                                  | 22 грудня 1933    | 91 рік    | 2016-09-28 |
| 60  | Акіхіто                        | Японія                   | Імператор (1989—2019)                                                                                  | 23 грудня 1933    | 91 рік    | 2021-12-23 |
| 61  | Рудольф Шустер                 | Словаччина               | Президент (1999—2003)                                                                                  | 4 січня 1934      | 91 рік    | 2020-09-01 |
| 62  | Жан Кретьєн                    | Канада                   | Прем'єр-міністр (1993—2003)                                                                            | 11 січня 1934     | 91 рік    | 2020-09-14 |
| 63  | Едіт Крессон                   | Франція                  | Прем'єр-міністр (1991—1992)                                                                            | 27 січня 1934     | 91 рік    | 2022-05-15 |
| 64  | Едвард Фенек Адамі             | Мальта                   | Прем'єр-міністр (1987—1996; 1998—2004) Президент (2004—2009)                                           | 7 лютого 1934     | 91 рік    | 2022-02-07 |
| 65  | Мохамед Еннасер                | Туніс                    | т.в.о. Президента (2019)                                                                               | 21 березня 1934   | 91 рік    | 2019-07-25 |
| 66  | Джозеф Піллей                  | Сінгапур                 | т.в.о. Президента (2017)                                                                               | 30 березня 1934   | 91 рік    | 2021-10-07 |
| 67  | Джон Малесела                  | Танзанія                 | Прем'єр-міністр (1990—1994)                                                                            | 19 квітня 1934    | 91 рік    | 2022-08-29 |
| 68  | Педру Піріш                    | Кабо-Верде               | Прем'єр-міністр (1975—1991) Президент (2001—2011)                                                      | 29 квітня 1934    | 91 рік    | 2022-02-14 |
| 69  | Лі Хон Гу                      | Південна Корея           | Прем'єр-міністр (1994—1995)                                                                            | 9 травня 1934     | 91 рік    | 2022-06-29 |
| 70  | Хенг Самрін                    | Демократична Кампучія    | Голова Державної Ради Демократичної Кампучії (1979—1992)                                               | 25 травня 1934    | 91 рік    | 2022-11-25 |
| 71  | Дама Моніка Дейкон             | Сент-Вінсент і Гренадини | т.в.о. Генерал-губернатора (2002)                                                                      | 4 червня 1934     | 91 рік    | 2019-02-26 |
| 72  | Альберт II                     | Бельгія                  | Король (1993—2013)                                                                                     | 6 червня 1934     | 91 рік    | 2022-07-18 |
| 73  | Дезіре Ракотоаріджаона         | Мадагаскар               | Прем'єр-міністр (1977—1988)                                                                            | 19 червня 1934    | 91 рік    | 2015-08-08 |
| 74  | Рікардо де ла Еспріелья        | Панама                   | Президент (1982—1984)                                                                                  | 5 вересня 1934    | 90 років  | 2017-09-07 |
| 75  | Джумагулов Апас Джумагулович   | Киргизстан               | Прем'єр-міністр (1993—1998)                                                                            | 19 вересня 1934   | 90 років  | 2017-03-17 |
| 76  | Якубу Говон                    | Нігерія                  | Голова Федерального військового уряду/Президент (1966—1975)                                            | 19 жовтня 1934    | 90 років  | 2023=05-04 |
| 77  | Гамільтон Грін                 | Гаяна                    | Прем'єр-міністр (1985—1992)                                                                            | 9 листопада 1934  | 90 років  | 2023-05-26 |
| 77  | Інгвар Карлссон                | Швеція                   | Прем'єр-міністр (1986—1991; 1994—1996)                                                                 | 9 листопада 1934  | 90 років  | 2023=06-11 |
| 79  | Нісефор Согло                  | Бенін                    | Президент (1991—1996)                                                                                  | 29 листопада 1934 | 90 років  | 2023-11-28 |
| 80  | Пратібха Патіл                 | Індія                    | Президент (2007—2012)                                                                                  | 19 грудня 1934    | 90 років  | 2023-09-26 |
| 81  | Степан Месич                   | Хорватія                 | Президент (2000—2010)                                                                                  | 24 грудня 1934    | 90 років  | 2023-12-24 |
| 82  | Антоніу Рамалью Іаніш          | Португалія               | Голова Ради національного порятунку (1976—1982) Президент (1976—1986)                                  | 25 січня 1935     | 90 років  | 2023-01-14 |
| 83  | Артур Расізаде                 | Азербайджан              | Прем'єр-міністр (1996—2003; 2003—2018)                                                                 | 26 лютого 1935    | 90 років  | 2020-02-27 |
| 84  | Мухаммед Басіндва              | Ємен                     | Прем'єр-міністр (2011—2014)                                                                            | 4 квітня 1935     | 90 років  | 2023-02-25 |
| 85  | Пітер Джон Голлінґворт         | Австралія                | Генерал-губернатор (2001—2003)                                                                         | 10 квітня 1935    | 90 років  | 2023-12-21 |
| 85  | Персіваль Паттерсон            | Ямайка                   | Прем'єр-міністр (1992—2006)                                                                            | 10 квітня 1935    | 90 років  | 2024-01-23 |
| 87  | Шаравин Гунгаадорж             | Монголія                 | Голова Ради міністрів (1990)                                                                           | 2 травня 1935     | 90 років  | 2021-12-27 |
| 88  | Немесі Маркес-і-Осте           | Андорра                  | Представник єпископа Урхельського (1993—2012)                                                          | 17 травня 1935    | 90 років  | 2021-11-02 |
| 89  | Леон Кенго                     | Заїр                     | Державний омбудсмен (1982—1986; 1988—1990) Прем'єр-міністр (1994—1997)                                 | 22 травня 1935    | 90 років  | 2024-09-14 |
| 89  | Султан Алі Кештманд            | Афганістан               | Голова Ради Міністрів (1981—1988; 1989—1990)                                                           | 22 травня 1935    | 90 років  | 2021-04-23 |
| 91  | Джим Болджер                   | Нова Зеландія            | Прем'єр-міністр (1990—1997)                                                                            | 31 травня 1935    | 90 років  | 2024-03-10 |
| 92  | Лі Хве Чхан                    | Південна Корея           | Прем'єр-міністр (1993—1994)                                                                            | 2 червня 1935     | 90 років  | 2024-06-06 |
| 93  | Родріго Борха Севальйос        | Еквадор                  | Президент (1988—1992)                                                                                  | 19 червня 1935    | 90 років  | 2022-12-06 |
| 94  | Леонел Маріу д'Алва            | Сан-Томе і Принсіпі      | Прем'єр-міністр (1974—1975) т.в.о. Президента (1991)                                                   | 22 липня 1935     | 90 років  | 2024-12-09 |
| 95  | Хіфікепуньє Похамба            | Намібія                  | Президент (2005—2015)                                                                                  | 18 серпня 1935    | 89 років  | 2024-10-06 |
| 96  | Абду Діуф                      | Сенегал                  | Президент (1981—2000)                                                                                  | 7 вересня 1935    | 89 років  | 2024-02-15 |
| 97  | Анрі де Куаньяк                | Андорра                  | Представник Франції в Андоррі (1982—1984)                                                              | 3 жовтня 1935     | 89 років  | 2023-02-05 |
| 98  | Махмуд Аббас                   | Палестина                | Голова Палестинської національної адміністрації (2005–досі) Президент (2005–досі)                      | 15 листопада 1935 | 89 років  | 2025-04-23 |
| 99  | Аднан Бадран                   | Йорданія                 | Прем'єр-міністр (2005)                                                                                 | 15 грудня 1935    | 89 років  | 2024-07-24 |
| 100 | Едвард Шраєр                   | Канада                   | Генерал-губернатор (1979—1984)                                                                         | 21 грудня 1935    | 89 років  | 2017-08-29 |